# Система энергоснабжения космического аппарата
Система энергоснабжения космического аппарата (система энергопитания, СЭП) — система космического аппарата, обеспечивающая электропитание других систем, является одной из важнейших систем, во многом именно она определяет геометрию космических аппаратов, конструкцию, массу, срок активного существования. Выход из строя системы энергоснабжения ведёт к отказу всего аппарата.
В состав системы энергопитания обычно входят: первичный и вторичный источник электроэнергии, преобразующие, зарядные устройства и автоматика управления.

## Параметры системы
Требуемая мощность энергетической установки аппарата непрерывно растёт по мере освоения новых задач. Так первый искусственный спутник Земли (1957 год) обладал энергоустановкой мощностью порядка 40 Вт, аппарат Молния-1+ (1967 год) обладал установкой мощностью 460 Вт, спутник связи Яхсат 1Б (2011 год) — 12 кВт.
Сегодня большинство бортовой аппаратуры космических аппаратов иностранного производства питается постоянным напряжением 50 или 100 вольт. При необходимости обеспечения потребителя переменным напряжением или постоянным нестандартной величины используются статические полупроводниковые преобразователи.

## Первичные источники энергии
В качестве первичных источников используются различные генераторы энергии:
- солнечные батареи;
- химические источники тока, в частности:

- аккумуляторы,
- гальванические элементы,
- топливные элементы;

- радиоизотопные источники энергии;
- ядерные реакторы.

В состав первичного источника входит не только собственно генератор электроэнергии, но и обслуживающие его системы, например система ориентации солнечных батарей.
Часто источники энергии комбинируют, например, солнечную батарею с химическим аккумулятором.

### Солнечные батареи
На сегодняшний день солнечные батареи считаются одним из самых надёжных и достаточно хорошо отработанных вариантов обеспечения космического аппарата энергией.
Мощность излучения Солнца на орбите Земли составляет 1367 Вт/м². Это позволяет получать примерно 130 Вт на 1 м² поверхности солнечных батарей (при КПД 8…13 %). Солнечные батареи располагают или на внешней поверхности аппарата или на раскрывающихся жёстких панелях. Для максимизации отдаваемой батареями энергии перпендикуляр к их поверхности должен быть направлен на Солнце с точностью 10…15˚. В случае жёстких панелей это достигается или ориентацией самого КА или специализированной автономной электромеханической системой ориентации солнечных батарей, при этом панели подвижны относительно корпуса аппарата. На некоторых спутниках применяют не ориентируемые батареи, располагая их на поверхности так, чтобы при любом положении аппарата обеспечивалась необходимая мощность.
Солнечные батареи со временем деградируют под действием следующих факторов:
- метеорная эрозия уменьшающая оптические свойства поверхности фотоэлектрических преобразователей;
- радиационное излучение понижающее фотоэдс, особенно при солнечных вспышках и при полёте в радиационном поясе Земли;
- термические удары из-за глубокого охлаждения конструкции на затенённых участках орбиты, нагрева на освещённых и наоборот. Это явление разрушает крепление отдельных элементов батареи, соединения между ними.

Существует ряд мер по защите батарей от этих явлений. Время эффективной работы солнечных батарей составляет несколько лет, это один из лимитирующих факторов, определяющих время активного существования космического аппарата.
При затенении батарей в результате манёвров или входа в тень планеты выработка энергии фотоэлектрическими преобразователям прекращается, поэтому систему энергопитания дополняют химическими аккумуляторами (буферные химические батареи).

### Аккумуляторные батареи
Самыми распространёнными в космической технике являются никель-кадмиевые аккумуляторы, так как они обеспечивают наибольшее количество циклов заряд-разряд и имеют лучшую стойкость к перезаряду. Эти факторы выходят на первый план при сроках службы аппарата более года. Другой важной характеристикой химического аккумулятора является удельная энергия, определяющая массо-габаритные характеристики батареи. Ещё одна важная характеристика — это надёжность, так как резервирование химических аккумуляторов крайне нежелательно из-за их высокой массы. Используемые в космической технике аккумуляторы, как правило, имеют герметичное исполнение; герметичность обычно достигается с помощью металло-керамических уплотнений. К батареям также предъявляются следующие требования:
- высокие удельные массогабаритные характеристики;
- высокие электрические характеристики;
- широкий диапазон рабочих температур;
- возможность зарядки низкими токами;
- низкие токи саморазряда.

Помимо основной функции аккумуляторная батарея может играть роль стабилизатора напряжения бортовой сети, так как в рабочем диапазоне температур её напряжение меняется мало при изменении тока нагрузки.

### Топливные элементы
Впервые этот тип источника энергии был использован на космическом аппарате Джемини в 1966 году. Его создателем является советский учёный О.К. Давтян. Топливные элементы имеют высокие показатели по массо-габаритным характеристиками и удельной мощности по сравнению с парой солнечные батареи и химический аккумулятор, устойчивы к перегрузкам, имеют стабильное напряжение, бесшумны. Однако они требуют запаса топлива, потому применяются на аппаратах со сроком нахождения в космосе от нескольких дней до 1—2 месяцев.
Используются в основном водород-кислородные топливные элементы, так как водород обеспечивает наивысшую калорийность, и, кроме того, образовавшаяся в результате реакции вода может быть использована на пилотируемых космических аппаратах. Для обеспечения нормальной работы топливных элементов необходимо обеспечить отвод образующихся в результате реакции воды и тепла. Ещё одним сдерживающим фактором является относительно высокая стоимость жидкого водорода и кислорода, сложность их хранения.

### Радиоизотопные источники энергии
Радиоизотопные источники энергии используют в основном в следующих случаях:
- высокая длительность полёта;
- миссии во внешние области Солнечной системы, где поток солнечного излучения мал (Кассини-Гюйгенс, New Horizons и т. д.);
- разведывательные спутники с радаром бокового обзора из-за низких орбит не могут использовать солнечные батареи, но испытывают высокую потребность в энергии[4] (УС-А, Космос-1818 и т. д.).

## Автоматика системы энергопитания
В неё входят устройства управления работой энергоустановки, а также контроля её параметров. Типичными задачами являются: поддержание в заданных диапазонах параметров системы: напряжения, температуры, давления, переключения режимов работы, например, переход на резервный источник питания; распознавание отказов, аварийная защита источников питания в частности по току; выдача информации о состоянии системы для телеметрии и на пульт космонавтов.
В некоторых случаях возможен переход с автоматического на ручное управление либо с пульта космонавтов, либо по командам из наземного центра управления.